# Cornberg
Cornberg är en kommun och ort i Landkreis Hersfeld-Rotenburg i Regierungsbezirk Kassel i förbundslandet Hessen i Tyskland. 
Kommunerna Cornberg und Rockensüß gick samman i den nya kommunen Cornberg 1 oktober 1971 och Königswald uppgik i kommuene 1 augusti 1972.